# Агаве
Агаве — сорт картоплі, виведений в Німеччині.
Середньоранній. Бульби овальні, шкірка жовта, гладенька, вічка мілкі; м'якуш світло-жовтий до жовтого, незначне потемніння сирих бульб після очищення, текстура після варіння переважно тверда; смак добрий, приємний. Вміст крохмалю 15 %.
Ракостійкий, стійкий до картопляної нематоди, висока стійкість до вірусів У і А. Рослина середня, віночок квітки білий. Перспективний для промислового вирощування.